# Paul Karl von Hanxleden zu Eickel
Paul Karl von Hanxleden zu Eickel (* nach 1771; † vor 1799) war Domherr in Münster.

## Leben
Paul Karl von Hanxleden zu Eickel entstammte dem westfälischen Adelsgeschlecht von Hanxleden. Er war der
Sohn des ehemaligen Domherrn Leopold von Hanxleden zu Eickel und dessen Gemahlin Maria Aloisia Johanna von der Recke zu Steinfurt. Im Jahre 1796 gelangte er in den Besitz einer münsterschen Dompräbende, nachdem der Domherr Karl Anton von Kerckerinck zu Stapel resigniert hatte. Paul Karl verzichtete bereits nach zwei Jahren auf seine Pfründe und heiratete Maria Franziska Clementine von der Wenge zu Beck. Kurz nach der Eheschließung starb er und erlebte die Geburt seiner am 2. April 1799 in Münster St. Lamberti getauften Tochter nicht mehr. Seine Präbende ging an Friedrich Wilhelm von Boeselager.